# Forschungsdatenzentrum Bildung
Das  Forschungsdatenzentrum (FDZ)  Bildung wurde Anfang 2012 am Leibniz-Institut für Bildungsforschung und Bildungsinformation in Frankfurt am Main als Service eingerichtet,  um die  nachhaltige  Dokumentation  und  Archivierung  von  Daten  und  Instrumenten  der Bildungsforschung in systematischer Weise abzusichern. Damit wurde auf den Bedeutungszuwachs reagiert, den qualitative Forschungsansätze mit video- und audiogestützten sowie bildbasierten Methoden in der zurückliegenden Dekade erfahren haben. Das FDZ Bildung ist vom Rat für Sozial- und Wirtschaftsdaten als vertrauenswürdiger Dienstleister akkreditiert und ist Kernpartner im Verbund Forschungsdaten Bildung.

## Aufgaben und Inhalte
Die im FDZ Bildung enthaltenen Forschungsdaten und Erhebungsinstrumente stammen aus Projekten der Bildungsforschung, insbesondere der Schulqualitätsforschung, die mit öffentlichen Mitteln finanziert werden. Das Angebot des Forschungsdatenzentrums fokussiert entsprechend dem festgestellten Desiderat insbesondere auf den Bereich der qualitativen Daten, d. h. auf audio-visuelle und auditive Daten und deren numerisch-textuelle Auswertungs- und Dokumentationsmaterialien. Enthaltene Datentypen sind v. a.:
- Videoaufzeichnungen z. B. von beobachteten Unterrichtssituationen und Interviews
- Audioaufnahmen von Interviews (z. B. mit Lehrkräften)
- Transkripte der Video- und Audioaufnahmen
- Narrative Beschreibungen des beobachteten Settings (z. B. Lektionsbeschreibungen zu videographierten Unterrichtslektionen)
- Kodierungen für videographierte Situationen (z. B. Übersichten in Form von tabellarischen Darstellungen des Ablaufs einer Unterrichtsstunde im zeitlichen Verlauf) als niedrig inferentes Beobachtungsinstrument.[3]